# SoundHound
SoundHound Inc., fondată în 2005, este o companie care dezvoltă tehnologii de recunoaștere muzicală și căutare bazată pe voce. Produsul său principal este aplicația pentru telefoane mobile SoundHound. În 2015, a lansat două noi produse: un asistent virtual pentru recunoștere vocală numit Hound (private beta) și o platformă de dezvoltare cu funcții pentru voce numită Houndify. 
Sediul companiei este în Santa Clara, California.

## Istoric
Compania a fost fondată în 2005 de Keyvan Mohajer, un doctorand al Universității Stanford care studia recunoașterea vocală. În 2009, compania Midomi app a devenit SoundHound. În 2012, SoundHound a anunțat că a trecut de cifra de  100 millioane de utilizatori în întreaga lumey. În 2014, SoundHound a devenit primul motor de căutare pentru muzică disponibilă pentru dispozitivele mobile. În 2015, SoundHound primul serviciu de asistare vocală montat pe automobile, în parteneriat cu Hyundai. În iunie 2015, SoundHound avea deja, la nivel global peste 260 millioane de utilizatori.

## Finanțare
SoundHound Inc. a obținut o finanțare în valoare de 40 millioane de dolari de la Global Catalyst Partners, Translink Capital, Walden Venture Capital, și de la alți investitori.
Dintre finanțatorii ulteriori amintim: TransLink Capital,  JAIC America, Global Catalyst Partners, Larry Marcus de la Walden Venture Capital, Walden Venture Capital VII.

## Produse

### SoundHound
SoundHound este un motor de căutare pentru muzică bazat pe voce disponibil pe Apple App Store, Google Play, Windows Phone Store, și pe BlackBerry 10. Utilizatorii pot identifica piese muzicale cu ajutorul microfonul dispozitivului portabil. Căutarea se poate realiza pronunțând numele artistului, compozitorului, sau piesei muzicale. SoundHound poate recunoaște track-uri audio din secvențe cântate, vorbite, fredonate, prin tastare sau dintr-o înregistrare. Toate acestea sunt posibile datorită tehnologiei "Sound2Sound".
SoundHound a semnat parteneriate cu mai mulți dezvoltatori de aplicații pentru a accesa serviciile acestora.